# 吉奧爾基四世
吉奧爾基四世（1192年—1223年）是一位喬治亞國王，塔瑪爾女王與大衛·索斯蘭的兒子，1213年繼承母親的王位。

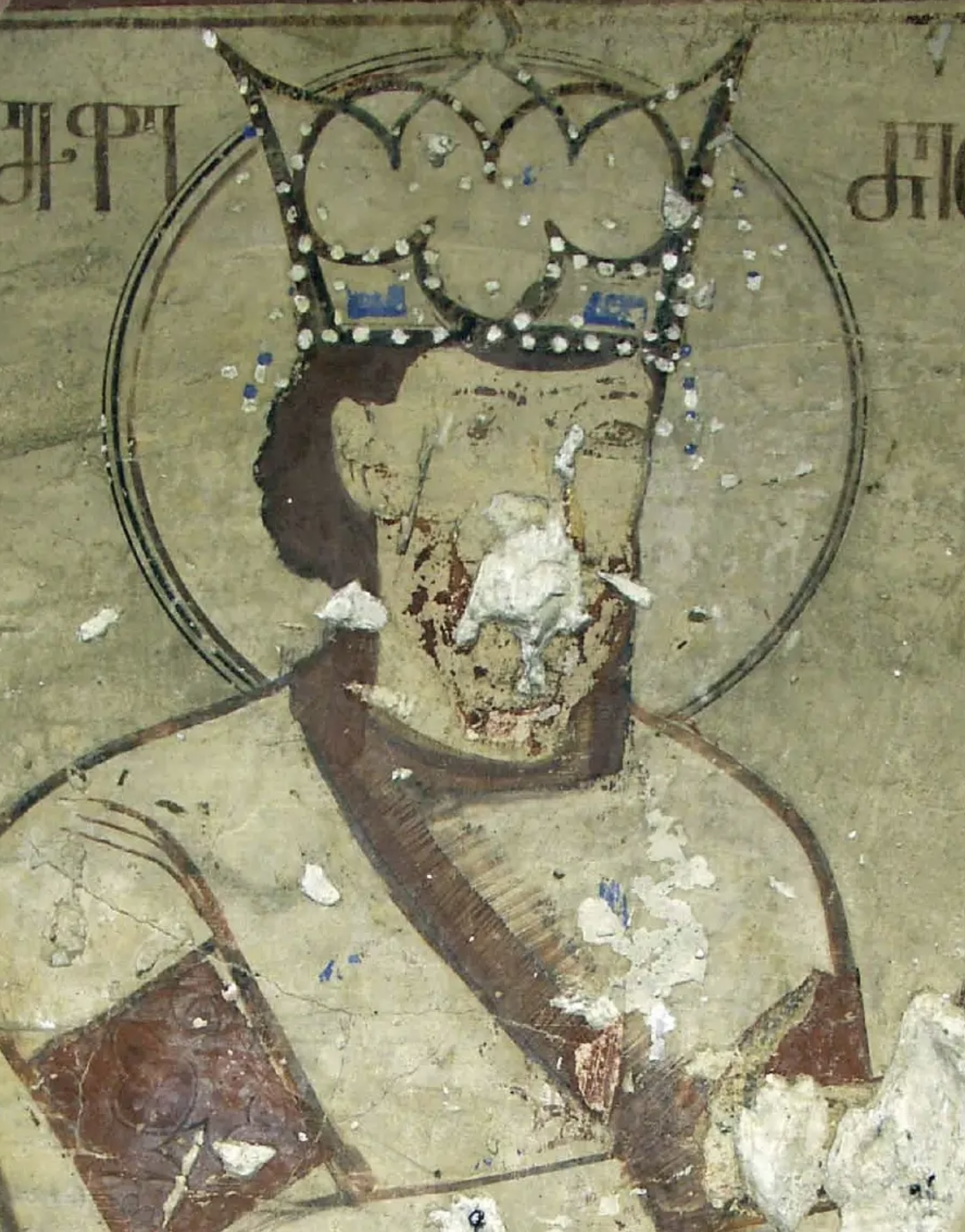
吉奧爾基四世

1222–1223年間，蒙古開始入侵喬治亞，吉奧爾基四世在戰場上受了傷，不久後去世。他的妹妹魯速丹在他死後繼承了王位。